# David Martot
David Martot (* 1. Februar 1981 in Fécamp) ist ein französischer ehemaliger Fußballspieler.

## Karriere
Martot spielte zuerst bei der US Fécamp in seiner Geburtsstadt. Dort wurde er 1997 mit 16 Jahren in den Kader der Viertligamannschaft aufgenommen und für diese regelmäßig eingesetzt. Dies hatte zur Folge, dass er 1998 vom Profiklub Le Havre AC unter Vertrag genommen wurde, wo er zunächst allerdings im Kader der Reservemannschaft stand und damit weiterhin in der vierten Liga spielte. Zur Spielzeit 2000/01 wurde er in die Profiauswahl aufgenommen, die zu diesem Zeitpunkt in der höchsten französischen Spielklasse antrat. Martot lief jedoch kein einziges Mal für eine Mannschaft auf, die damals aus 35 Spielern bestand. Zwei Jahre später, am 28. September 2002, gelang ihm beim 0:4 gegen den CS Sedan sein Erstligadebüt, wobei er in der 85. Minute eingewechselt wurde. In der darauffolgenden Zeit konnte er sich als Stammspieler etablieren, was er nach dem Abstieg in die zweite Liga am Ende seiner ersten Saison blieb. 2007 wechselte er auf Leihbasis für ein Jahr zum englischen Drittligisten Brighton & Hove Albion und spielte erstmals im Verlauf seiner Karriere im Ausland.
Nach seiner Rückkehr zu Le Havre wurde sein Vertrag dort nicht verlängert und Martot fand im Zweitligisten OC Vannes einen neuen Arbeitgeber. Dem Verein, bei dem er Stammspieler war, blieb er treu bis nach dem Abstieg in die dritte Liga 2011 sein Vertrag nicht verlängert wurde. Danach war er ein halbes Jahr lang vereinslos, ehe er im Januar 2012 beim Viertligisten USJA Carquefou unterschrieb. Er erhielt in Carquefou einen Stammplatz und erreichte mit dem Team im Sommer 2012 den ersten Aufstieg des Vereins in die dritte Liga. 2013 kehrte er in seine Heimat Fécamp zurück und wurde wieder in den Kader der US Fécamp aufgenommen; gleichzeitig wurde ihm die Verantwortung für eine lokale Fußballschule für Kinder übertragen.